# Neaera robertsonii
Neaera robertsonii är en tvåvingeart som först beskrevs av Townsend 1892.  Neaera robertsonii ingår i släktet Neaera och familjen parasitflugor. Inga underarter finns listade i Catalogue of Life.